# غوستاف الأول
غوستاف الأول (Gustav I؛ استكهولم، 12 مايو 1496 - استكهولم، 29 سبتمبر 1560)؛ وولد باسم غوستاف إريكسون ملك السويد في الفترة من 1523 حتى وفاته. كان أول ملوك آل فاسا الأسرة النبيلة ذات نفوذ التي ظلت العائلة المالكة في السويد أغلب القرنين السادس عشر والسابع عشر. انتخب غوستاف في عام 1521 وصياً بعد أن قاد تمرداً ضد كريستيان الثاني ملك الدنمارك وزعيم اتحاد كالمار المسيطر على معظم السويد آنذاك.

## نشأته
وُلد غوستاف إريكسون ابن سيسيليا مانسدوتير إيكا وإريك يوهانسون فاسا عام 1496 على الأرجح. وغالبًا حدثت الولادة في قلعة ريدبوهولم شمال شرق ستوكهولم في بيت والده إريك الريفي. حصل المولود على اسمه نسبة لجد إريك غوستاف أنوندسون.
كان والدا إريك يوهانسون هما يوان كريسترسون وبيرجيتا غوستافسدوتير من عائلتي فاسا وستوره على التوالي، وكلاهما سلالات رفيعة من النبلاء. كانت بيرجيتا غوستافسدوتير أخت ستين ستوره الأكبر الوصي على السويد، ولكونه قريبًا وحليفًا للخال ستين ستوره ورث إريك عقارات الوصاية في أبلاند وسوديرمانلاند عندما توفي الأخير في 1503، وعلى الرغم من كونه فردًا من عائلة تملك عقارات كثيرة امتلك غوستاف إريكسون لاحقًا الكثير من الممتلكات الجديدة.
ينحدر كل من ستين ستوره بيرجيتا غوستافسدوتير (وبالتالي غوستاف فاسا) من سفيركر الثاني ملك السويد وفقًا لبحث الأنساب، من خلال حفيدته بينيديكت سونيسدوتر (التي تزوجت من سفانتيبولك كنوتسون ابن دوق ريفال)؛ في حين تعتبر والدتهما بريجيتا ستينسدوتر الأخت الغير شقيقة لـ كارل الثامن ملك السويد

## المقاومة ضد الدنماركيين

### دعم أنصار ستوره
كانت السويد جزءًا من اتحاد كالمار مع الدنمارك والنرويج منذ نهاية القرن الرابع عشر، أدت الهيمنة الدنماركية في هذا الاتحاد في بعض الأحيان إلى اندلاع انتفاضات في السويد، حاول بعض النبلاء السويديين جعل السويد مستقلة خلال طفولة غوستاف، دعم غوستاف ووالده إريك أنصار ستين ستوره الأصغر الوصي على السويد منذ عام 1512 أثناء صراعه ضد كريستيان الثاني ملك الدنمارك. رُتب لقاء بين ستين ستوره والملك كريستيان لإجراء مفاوضات بعد معركة برانكيركا في عام 1518 والتي هزمت فيها قوات ستين ستوره القوات الدنماركية في أوسترانينج. أرسل الجانب السويدي ستة رجال كرهائن ليحتفظ بهم الدنماركيون لضمان سلامة الملك خلال فترة المفاوضات، ومع ذلك لم يحضر الملك كريستيان للمفاوضات وانتهك الاتفاق مع الجانب السويدي وأخذ الرهائن على متن السفن التي تحملهم إلى كوبنهاغن، كان الرهائن الستة المختطفين هم هيمينغ جاد ولارس سيجيسون (سباري) وجوران سيجيسون (سبار) وأولوف راينينغ وبينجت نيلسون (فارلا) وغوستاف إريكسون. احتجر غوستاف في قلعة كالو حيث عومل بشكل جيد للغاية بعد أن وعد بأنه لن يحاول الهرب، كان سبب هذه المعاملة اللطيفة أمل الملك كريستيان في إقناع الرجال الستة بتغيير موقفهم والانقلاب على زعيمهم ستين ستوره، كانت هذه الاستراتيجية ناجحة فيما يتعلق بجميع الرجال باستثناء غوستاف الذي بقي مخلصًا لستوره.
هرب غوستاف إريكسون من كالو في عام 1519.وأبحر إلى مدينة لوبيك الهانزية ووصل في 30 سبتمبر. لا توجد رواية أكيدة بكيفية هربه، ولكن وفقًا لقصة محتملة إلى حد ما فقد تنكر وكأنه راعي ثيران. ولذلك حصل غوستاف إريكسون على بعض الأسماء المستعارة مثل «ذيل الثور» أو«مؤخرة الثور» الأمر الذي لم يعجبه، أخبره مبارز مخمور بأنه «غوستاف مؤخرة البقرة» في كالمار عام 1547 وقُتل المبارز.
تمكن غوستاف أثناء إقامته في لوبيك من سماع التطورات في وطنه السويد، سمع الملك تحرك كريستيان الثاني أثناء وجود غوستاف هناك لمهاجمة السويد في محاولة للاستيلاء على السلطة من ستين ستوره ومؤيديه. انتصرت قوة الملك كريستيان في عام 1520، توفي ستين ستوره في فبراير، ظلت بعض المعاقل بما في ذلك العاصمة السويدية ستوكهولم قادرة على الصمود أمام القوات الدنماركية حتى شهر سبتمبر، غادر غوستاف لوبيك على متن سفينة، ووصل لشاطئ جنوب كالمار في 31 مايو.
يبدو أنَّ غوستاف بقي غير نشط إلى حد كبير خلال الأشهر الأولى من عودته إلى الأراضي السويدية، ووفقًا لبعض المصادر: تلقى غوستاف دعوة لحضور تتويج كريستيان. كان من المقرر أن يجري ذلك في ستوكهولم التي استولوا عليها في نوفمبر. وعد الملك كريستيان بالعفو عن أعدائه داخل حزب ستوره بمن فيهم غوستاف إريكسون، لكن غوستاف رفض الدعوة. جرى التتويج في 4 نوفمبر وتبع ذلك أيام من الاحتفالات بروح ودية. ومع استمرار الاحتفال بضعة أيام أغلقت القلعة وسُجن الأعداء السابقين للملك كريستيان. وجهت بعض الاتهامات ضد المؤيدين القدامى لستين ستوره بالبدع من قبل رئيس الأساقفة غوستاف ترول الؤيد للملكيين. أُعلن البيان في اليوم التالي. وأُعدم ما يقرب من 100 شخص في ستورتورغيت، من بينهم والده إريك يوهانسون وابن أخته خواكيم براهي. كان غوستاف يقيم في ذلك الوقت في رافسناس بالقرب من قلعة غريبشولم.

### في دالارنا
غادر غوستاف إريكسون رافسناس خوفًا على حياته، سافر إلى مقاطعة دالارنا في شمال غرب السويد آنذاك. يمكن وصف ما حدث هناك بأنها حكاية بطولية لغوستاف إريكسون. وهي جزء من التراث الوطني للسويد وبالتالي لا يمكن التحقق منها بطريقة دقيقة، من المفترض أنه حاول جمع قوات من الفلاحين في المقاطعة، ولكن دون نجاح يذكر في البداية. وتعرض للمطاردة من قبل رجال موالين للملك كريستيان وفشل في إنشاء جيش لتحدي الملك، لم يكن لدى غوستاف إريكسون بديل آخر سوى الفرار إلى النرويج، وبينما كان يسير من مورا عبر ليما إلى النرويج غير الناس الذين رفضوا مؤخرًا دعوة غوستاف للمحاربة ضد الملك رأيهم. والتقى ممثلو هذه المجموعة بغوستاف قبل أن يصل إلى النرويج وأقنعوه باللحاق بهم مرة أخرى إلى مورا. شكلت رحلة غوستاف إريكسون نحو النرويج والعودة خلفية سباق التزلج الريفي الشهير فاسالوبت.

### حرب التحرير السويدية
عُيّن غوستاف إريكسون رئيسًا للمحكمة العليا. ونمت قوة المتمردين التي قادها، شملت مجموعته في فبراير 1520 نحو 400 شخص معظمهم من المنطقة المحيطة ببحيرة سيلجان. وقع أول اشتباك كبير عند فصل اتحاد كالمار الذي بدأ في برونباك في أبريل، حيث هزم جيش المتمردين جيشًا مواليًا للملك. ساعدت السيطرة على مدينة فيستيروس والسيطرة على مناجم النحاس والفضة الهامة في إنعاش موارد غوستاف فاسا وتوافد أنصاره عليه. وشهدت أجزاء أخرى من السويد مثل مقاطعات غوتالاند في سمولاند وفستريوتلاند تمردات أيضًا. انضم النبلاء في غوتالاند إلى قوات غوستاف إريكسون وأعلنوا وصاية غوستاف على السويد في فادستينة في أغسطس.
أدى انتخاب غوستاف إريكسون وصيًا على السويد إلى جعل العديد من النبلاء السويديين الذين كانوا موالين للملك كريستيان يغيرون موقفهم. اختار بعض النبلاء الموالين للملك مغادرة السويد بينما قُتل آخرون. وبذلك فقد المجلس السويدي الخاص الأعضاء القدامى الذين استُبدلوا بأنصار غوستاف إريكسون. غزا أنصار غوستاف معظم المدن والقلاع المحصنة، لكن بقيت المعاقل ذات أفضل الدفاعات مثل ستوكهولم تحت السيطرة الدنماركية. انضمت مدن الرابطة الهانزية في عام 1522 بعد مفاوضات بين غوستاف إريكسون ولوبيك إلى الحرب ضد الدنمارك. شهد شتاء عام 1523 هجوم القوات المشتركة على المناطق الدنماركية والنرويجية من سكانيا وهالاند وبليكينج وبوهسلان. سقط كريستيان الثاني خلال هذا الشتاء واستبدل بفريدريك الأول. أعلن الملك الجديد نيته الحفاظ على العرش السويدي وكان يأمل أن تتخلى لوبيك عن المتمردين السويديين. استفادت المدينة الألمانية التي فضلت استقلال السويد على دعم اتحاد كالمار القوي الذي تهيمن عليه الدنمارك من الوضع وضغطت على المتمردين. أرادت المدينة تحصيل امتيازات على التجارة المستقبلية بالإضافة إلى ضمانات متعلقة بالقروض التي منحوها للمتمردين. عرف المجلس الخاص وغوستاف إريكسون أن الدعم المقدم من لوبيك كان مهمًا للغاية. وقرر المجلس تعيين غوستاف إريكسون ملكًا.

## معرض صور

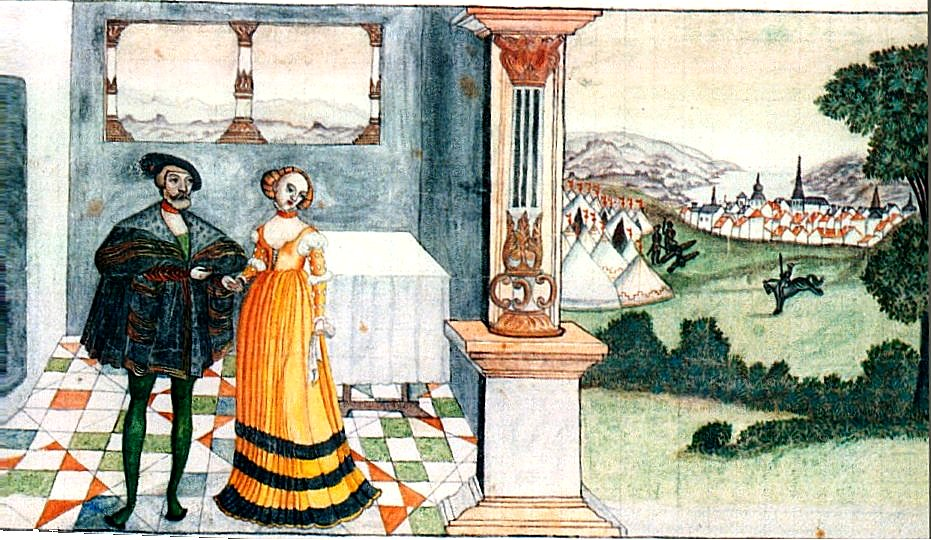
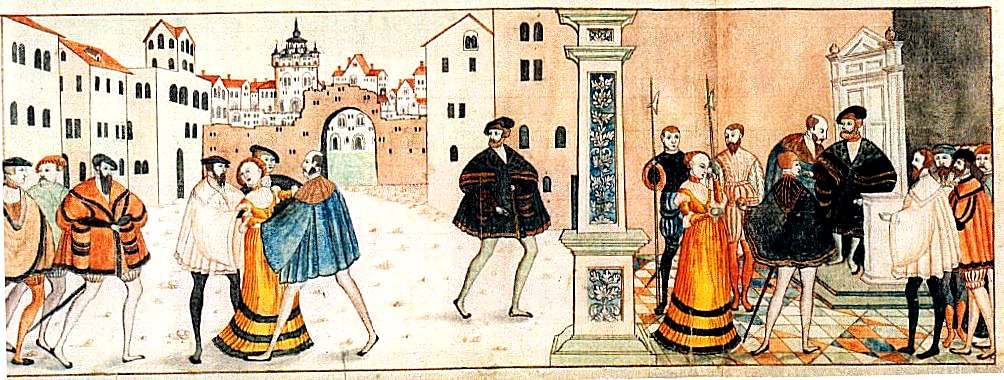
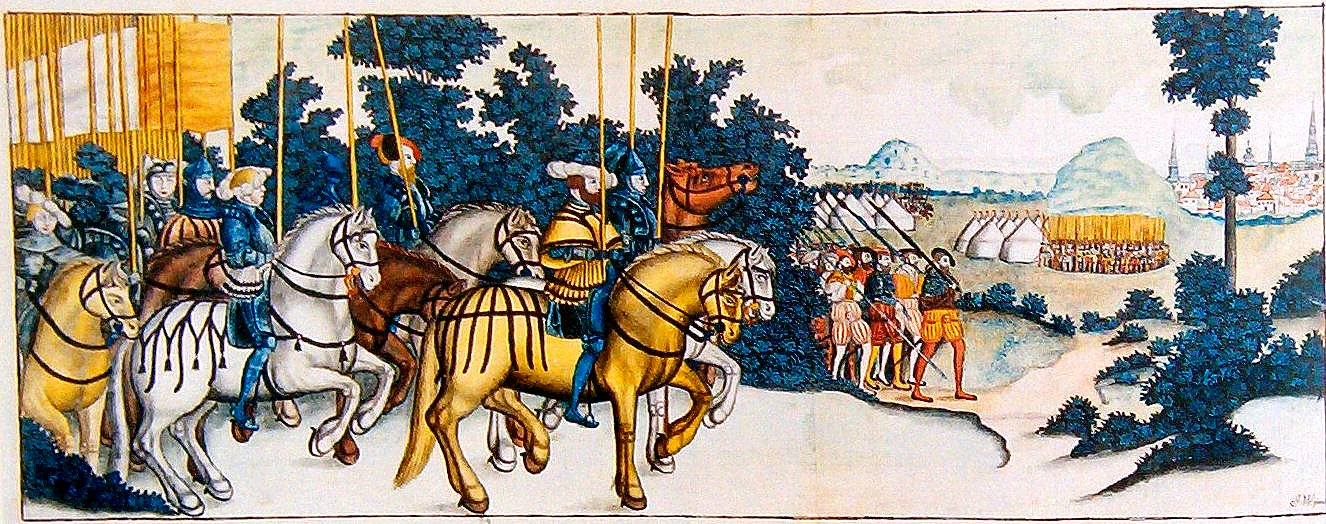
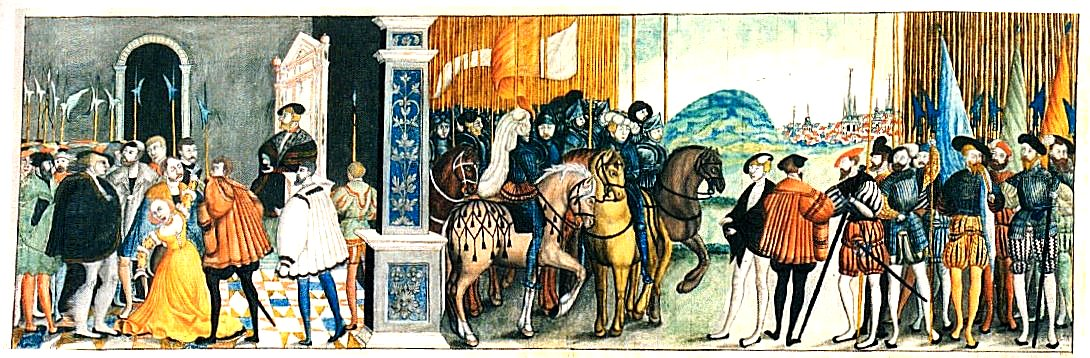
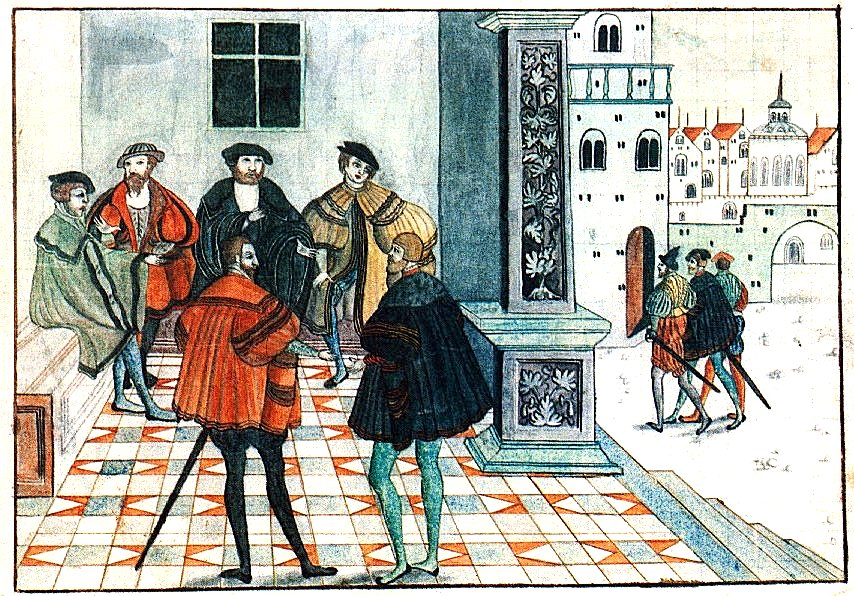

## روابط خارجية
- غوستاف الأول على موقع الموسوعة البريطانية (الإنجليزية)